# أنيبال ريكو
أنيبال ريكو (14 سبتمبر 1844 – 23 سبتمبر 1919) هو عالم فلك إيطالي. ولد في ميلانو بإيطاليا. في عام 1868، حصل ريكو على درجة البكالوريوس من جامعة مودينا، ثم درجة مهندس من جامعة البوليتكنيك في ميلانو. عمل كمساعد في مرصد مودينا بين عامي 1868 و1877، حيث قام بتدريس الرياضيات والفيزياء في جامعة مودينا. درس في نابولي ثم في باليرمو، حيث عمل أيضًا في المرصد.
في عام 1890 عُيِّن في منصب رئيس قسم الفيزياء الفلكية في جامعة كاتانيا، وأصبح مديرًا للمرصد على جبل إتنا وكذلك أول مدير لمرصد كاتانيا. عُيِّن مستشارًا لجامعة مودينا بين عامي 1898 و1900.
خلال مسيرته المهنية، أجرى بحثًا عن البقع الشمسية، وشارك في أربع رحلات استكشافية لكسوف الشمس ، حيث قاد البعثات في عامي 1905 و 1914. كان رئيسًا لـجمعية مطياف الطيف الإيطالي و جوينيا للعلوم الطبيعية في كاتانيا. كما شغل منصب نائب رئيس الاتحاد الفلكي الدولي . انتخب رئيسًا لقسم البراكين في الاتحاد الدولي للجيوديسيا والجيوفيزياء (IUGG) للفترة 1919-1922.
اكتشف قانون ريكو، وهو مبدأ مهم لعلم الرؤية. سميت فوهة على القمر باسمه، وكذلك الكويكب (18462 ريكو) . حصل ريكو أيضًا على ميدالية يانسن عام 1906 من الأكاديمية الفرنسية للعلوم لعمله في الفيزياء الفلكية. حصل أيضًا على جائزة جول يانسن من الجمعية الفلكية الفرنسية في عام 1914. وتوفي في روما بإيطاليا .